# William Lockton
William Lockton (* 23. November 1878 in Kegworth, Leicestershire, England; † 12. Februar 1937 in Loughborough) war ein englischer Priester und Theologe der Church of England. Er vertrat in der Diskussion um das Synoptische Problem als erster die These einer Lukas-Priorität, die später von Robert L. Lindsey und der Jerusalem-Schule aufgegriffen und ausgebaut wurde.

## Leben
Lockton wurde 1878 in Kegworth in der Grafschaft Leicestershire als Sohn des Polizisten Henry Lockton und dessen Ehefrau Clara Lockton. geb. Woolley, geboren. Nach dem Besuch von Schulen in Loughborough und Grantham immatrikulierte er sich 1897 am St John’s College (Cambridge). 1900 erlangte er den Bachelor und wechselte im Oktober des gleichen Jahres an das Jesus College. 1904 erreichte er den Master und 1920 den theologischen Abschluss Bachelor of Divinity (B.D.), wiederum am St John’s College.
1902 wurde Lockton in Exeter zum Diakon und 1903 zum Priester ordiniert. Von 1902 bis 1910 war er als Kapitular an der St Matthew’s Church in Exeter tätig. Ab 1910 war er Vize-Prinzipal und Hilfs-Kaplan (Assistant Chaplain) des Winchester Training College, wo er bis 1936 wirkte. Dabei handelte es sich um ein 1840 gegründetes Lehrerseminar, aus dem später die University of Winchester hervorging. Zwischenzeitlich war Lockton auch Vize-Prinzipal am St Peter’s College in Peterborough (1914/15), Dozent (Lecturer) und Hilfs-Kaplan am Saltley College in Birmingham (1915/16) sowie Assistent des Rektors (Assistant Master) am Denstone College in Staffordshire (1916 bis 1919). Zuletzt lebte er in Loughborough, wo er 1937 starb.
Während seiner Tätigkeit als Vize-Prinzipal des Training College veröffentlichte Lockton 1920 sein erstes Buch. Im Jahre 1924 zeichnet er auf dem Vorsatzblatt eines Buches als Bachelor der Theologie (B.D.) und Dozent für Mathematik. Nach der Veröffentlichung seines fünften Buches Divers Orders of Ministers (1930) war der Verlagswerbung zufolge noch ein Kommentar zum Johannesevangelium geplant, dieser ist jedoch nicht mehr erschienen.

## Wirkung
Sowohl von anglikanischen als auch von römisch-katholischen Rezensenten wurden seine Bücher positiv aufgenommen, in den 1920er-Jahren erschienen Buchbesprechungen u. a. in The Times und The Guardian.

## Werke
Aufsätze
- The Eucharistic Prayer. In: Church Quarterly Review (Juli 1918).
- The Origin of the Gospels. In: Church Quarterly Review 94 (1922), S. 216–239.

Bücher
- The Treatment of The Remains at the Eucharist after Holy Communion and The Time of the Ablutions, with an Appendix on Reservation and the Book of Common Prayer. Cambridge University Press and Macmillan, Cambridge und New York 1920.
- The Resurrection and Other Gospel Narratives and The Narratives of the Virgin Birth. Longmans, Green and Co., London [et al.] 1924.
- The Three Traditions in the Gospels. Longmans, Green and Co., London [et al.] 1926.
- Certain Alleged Gospel Sources: A Study of Q, Proto-Luke and M. Longmans, Green and Co., London und New York 1927.
- Divers Orders of Ministers: An Inquiry into the Origins and Early History of the Ministry in the Christian Church. Longmans, Green and Co., London [et al.] 1930.